# Джордж Ґейл
Джордж Патерсон Ґейл (11 червня 1929 -17 вересня 2003) — політичний карикатурист, народжений у Шотландії, який працював переважно в Англії. Він малював під ім'ям Ґейл (Gale).
Ґейл народився у місті Левен, Файф, Шотландія, син Джона Ґейла, інженера-будівельника, та його дружини Мері Патерсон. Він навчався інженерному креслярству і проходив військову службу в Медичному корпусі Королівської армії.
Після короткого повернення до Шотландії він переїхав до Лондона, де ненадовго навчався у Школі мистецтв Сен-Мартен . У 1952 році він почав працювати графіком у студії Ravenna Studios, у Патні, що було його основною роботою до 1977 року. Однак, перебуваючи там, він також почав працювати фрілансером як карикатурист.
З кінця 1960-х років він регулярно малював карикатури для лівого тижневика «Трибюн». У 1972 році Вільям Ріс-Моґґ, редактор The Times, запропонував йому робити карикатури для додатку до газети "Європа": його найбільш помітний внесок-пастиш із гобелену Байо, розкинутий на шість сторінок, у прем'єрному номері за січень 1973 р., що ознаменувало вступ Великої Британії до Європейського економічного співтовариства з зображенням хроніки подій, що передували цьому. Він продовжував випускати щотижневі карикатури для The Times до 1980 року. Він також зробив внесок у багато інших видань, включаючи регулярні малюнки під назвою "Погляд мера міста" для своєї місцевої газети " Richmond and Twickenham Times". 
У 1986 році редактор Макс Гастінґс запропонував йому приєднатися до The Daily Telegraph, щоб зайняти місце карикатуриста Ніколаса Ґарланда, який перейшов до нещодавно запущеного Independent. Він мав стати єдиним постійним штатним працівником. Повідомляється, що у нього були важкі стосунки з Гастінґсом, а також виявив, що над його карикатурами систематично знущаються у сатиричному журналі Private Eye.  Він відійшов у 1988 році, коли Ґарланд повернувся до Telegraph . 
З 1989 по 2003 р. він був карикатуристом та головним ілюстратором парламентського тижневика «The Hiuse» Ґейл малював до тижневика титульні сторінки, обкладинки (багато з них кольорові), карикатури та інші малюнки. Він продовжив цю роботу після повернення жити в Единбург у 2002 році.
Його сила і слабкість як карикатуриста вважалися його «вишуканим і ввічливим стилем», що означало, що його малюнки, як правило, не мали разючості або гостроти деяких його сучасників.  

## Особисте життя
Ґейл одружився з Елізабет (Бетті) Ватсон, вчителькою, у 1954 році. У них був один син, журналіст і письменник Іен Ґейл.

## Зовнішні посилання
- Біографія Ґейла [Архівовано 27 серпня 2021 у Wayback Machine.] в Британському архіві карикатур, Кентський університет